# Mein Platz ist hier
Mein Platz ist hier (Originaltitel Il mio posto è qui, internationaler englischsprachiger Titel My Place is Here) ist ein Filmdrama von Cristiano Bortone und Daniela Porto. Der überwiegend in der Zeit kurz nach dem Zweiten Weltkrieg spielende Film mit Ludovica Martino und Marco Leonardi in den Hauptrollen basiert auf dem gleichnamigen Roman von Porto und kam Anfang Mai 2024 in die italienischen Kinos. Der Kinostart in Deutschland war Mitte Mai 2025.

## Handlung
In den 1940er Jahren in einer Kleinstadt in Kalabrien. Marta und Michele sind verliebt. In der Nacht bevor er in den Krieg zieht, lieben sich die beiden. Doch Michele kehrt nicht von der Front zurück, und Marta, die schwanger wird, bringt den kleinen Michelangelo zur Welt. 
Damit es in dem Dorf zu keinem Skandal kommt, willigt die alleinerziehende Mutter ein, den verwitweten Bauer Gino zu heiraten, der selbst zwei Kinder hat. Ihre Familie ist begeistert. Während der Hochzeitsvorbereitungen muss sich Marta mit dem bekannt homosexuellen Lorenzo auseinandersetzen, dem Assistenten des Pfarrers, der bei ihnen als der „Hochzeitsmann“ bekannt ist und sein Geschick ganz in den Dienst der jungen Bräute stellt. Marta ist nicht frei von Vorurteilen und will nicht mit einem solchen Mann interagieren müssen.
Schnell jedoch entwickelt sich zwischen Marta und Lorenzo eine enge Freundschaft. Er stellt sie anderen Homosexuellen vor, die sie als sehr authentisch erlebt, und langsam wird sich Marta ihrer Stellung und ihrer Rechte als Frau in der Gesellschaft bewusst.

## Produktion
Es handelt sich bei Mein Platz ist hier um eine Verfilmung des gleichnamigen Romans von Daniela Porto, der bei Sperling & Kupfer erschien. Gemeinsam mit ihrem Ehemann Cristiano Bortone adaptierte sie diesen für den Film und führte mit ihm auch Regie. Bortone führte zuvor bei einer Reihe von Filmen Regie wie Rot wie der Himmel und Caffè. Für Porto ist es der erste Film.

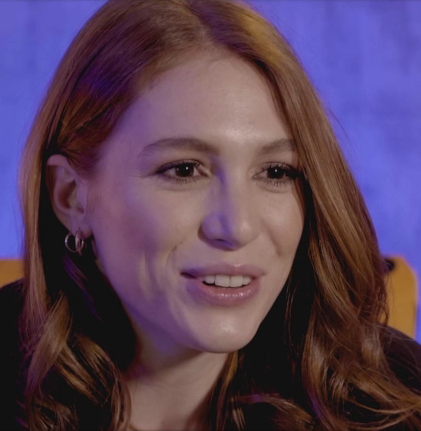
Ludovica Martino spielt Marta

Ludovica Martino, bekannt aus Filmen wie Der Wendepunkt und Mein Bruder, meine Schwester und Fernsehserien wie SKAM Italia, spielt in der Hauptrolle Marta. Marco Leonardi, der 1988 in Giuseppe Tornatores mit dem Oscar gekrönten Film Cinema Paradiso  seinen Durchbruch feierte, spielt ihren schwulen Hochzeitsberater Lorenzo. Francesco Biscione und Biancamaria D'Amato spielen Martas Eltern und Antonino Sgrò den Witwer Gino, den sie heiratet. Michele, der im Krieg verschwundene Vater ihres Kindes, wird von Francesco Aricò gespielt.
Die Dreharbeiten fanden im Frühjahr 2023 in der italienischen Gemeinde Gerace in der Reggio Calabria und in Fasano und Gioia del Colle in Apulien statt. Als Kameramann fungierte Emilio Maria Costa.
Die Filmmusik komponierte Santi Pulvirenti, der für seine Zusammenarbeit mit der italienischen Cantautrice Carmen Consoli bekannt ist und in der Vergangenheit überwiegend für italienische Fernsehserien tätig war.
Der erste Trailer wurde am 14. März 2024 veröffentlicht. Die Premiere des Films erfolgte wenige Tage später beim Bari International Film Festival. Am 9. Mai 2024 kam Il mio posto è qui Film in die italienischen Kinos. Im Oktober 2024 wurde der Film beim OUTshine LGBTQ+ Film Festival und bei den Internationalen Hofer Filmtagen vorgestellt. Der Kinostart von Mein Platz ist hier in Deutschland war am 15. Mai 2025.

## Rezeption

### Altersfreigabe und Kritiken
In Deutschland wurde der Film von der FSK ab 16 Jahren freigegeben. In der Freigabebegründung heißt es, die Emanzipationsgeschichte sei einfühlsam und mit stimmigem Zeit- und Lokalkolorit erzählt. Die differenziert gezeichnete, starke Protagonistin werde dabei zur positiven Identifikationsfigur. 16-Jährige seien auf der Grundlage ihrer Medienerfahrung und persönlichen Entwicklung in der Lage, einige Darstellungen von Gewalt, von massiven sexuellen Übergriffen und die Thematisierung und Darstellung wiederholter, teils heftiger Diskriminierung zu verarbeiten.
Federico Rizzo schreibt in seiner Kritik für sentieriselvaggi.it, auch wenn die im Film erzählte Geschichte fast 80 Jahre zurückliegt, gelinge es Cristiano Bortone und Daniela Porto mit Mein Platz ist hier einige immer noch äußerst aktuelle Themen wie Gewalt gegen Frauen oder Homophobie anzusprechen, ähnlich wie es Paola Cortellesi in ihrem Debütfilm Morgen ist auch noch ein Tag gelungen sei, mit der italienischen Hausfrau Delia als Protagonistin. Rizzo zitiert den Pfarrer, um die damalige Situation von Frauen in der mittelalterlich wirkenden, patriarchalischen, italienischen Gesellschaft vor den Wahlen von 1946 zu verdeutlichen, bei der sie erstmals wählen durften. „Denken Sie daran, dass der Ehemann das Familienoberhaupt ist, er ist derjenige, der das Brot nach Hause bringt. Sein Schweiß ist wie Weihwasser.“ Ludovica Martino und Marco Leonardi seien in den Rollen von Marta und Lorenzo beide hervorragend. Insbesondere letzterer habe die Fähigkeit, den gesamten inneren Konflikt der Figur in einem einzigen ergreifenden Blick voller Schmerz einzufangen.

### Auszeichnungen
Bari International Film Festival 2024
- Auszeichnung als Beste Schauspielerin mit dem Premio „Mariangela Melato“ (Ludovica Martino)
- Auszeichnung mit dem Regiepreis (Cristiano Bortone und Daniela Porto)[14]

Camerimage 2024
- Nominierung im Cinematographers’ Debuts Competition[15]